# Balan, Ain
Balan este o comună franceză, situată în departamentul Ain, în regiunea Auvergne-Rhône-Alpes.
Aparținând zonei urbane a orașului Lyon și regiunii naturale Côtière, teritoriul comunei, traversat de fluviul Ron, este situat la sud de versantul Côtière. Viața socială a localității a fost profund afectată în 1872, odată cu instalarea taberei militare de la La Valbonne. Intrarea principală a taberei, capela militară și majoritatea cazărmilor în care sunt cazați militarii se află pe teritoriul comunei, acoperind o suprafață de 423 de hectare.
În 1965, o importantă fabrică de producție de polietilenă și clorură de vinil a fost înființată la Balan: inițial aparținând companiei Elf Aquitaine, aceasta este în prezent deținută de Arkema (Kem One). Din 2012, dificultățile economice ale grupului industrial au dus la solicitarea intrării în procedură de redresare judiciară, ceea ce ar putea duce la reduceri de personal sau chiar la închiderea sitului.

## Geografie
Satul este situat la 5 kilometri sud-est de Montluel și la 30 de kilometri est de Lyon, pe marginea câmpiei pietroase de la Valbonne. El domină valea Ronului, în amonte de Lyon. Balan deține 84 de hectare pe malul stâng al Ronului, accesibile doar din comuna Villette-d'Anthon, aflată în departamentul Isère.
Cătunul La Valbonne este împărțit între comunele Balan și Béligneux.

### Comune limitrofe
| Dagneux      | Bressolles                | Béligneux                 |
| Niévroz      |                           | Saint-Maurice-de-Gourdans |
| Jons (Rhône) | Villette-d'Anthon (Isère) |                           |

### Relief și geologie
Suprafața comunei este de 1.804 hectare; altitudinea sa variază între 178 și 233 de metri. Din cele 1.804 hectare, 423 sunt ocupate de tabăra militară de la La Valbonne. Vârful comunei, format dintr-o mică movilă, este situat în nord-estul teritoriului comunal, în interiorul taberei militare.
Altitudinea teritoriului comunei, situat în câmpia Ronului, este aproape uniformă, în jur de 200 de metri. Teritoriul se află între versantul Côtière și falia aluvionară a Ronului; astfel, el se găsește pe marginea câmpiei pietroase post-glaciare de la La Valbonne. Această câmpie conține pânze de apă fliuvioglaciare care se varsă în Ron, inclusiv pe teritoriul localității Balan.

### Hidrografie

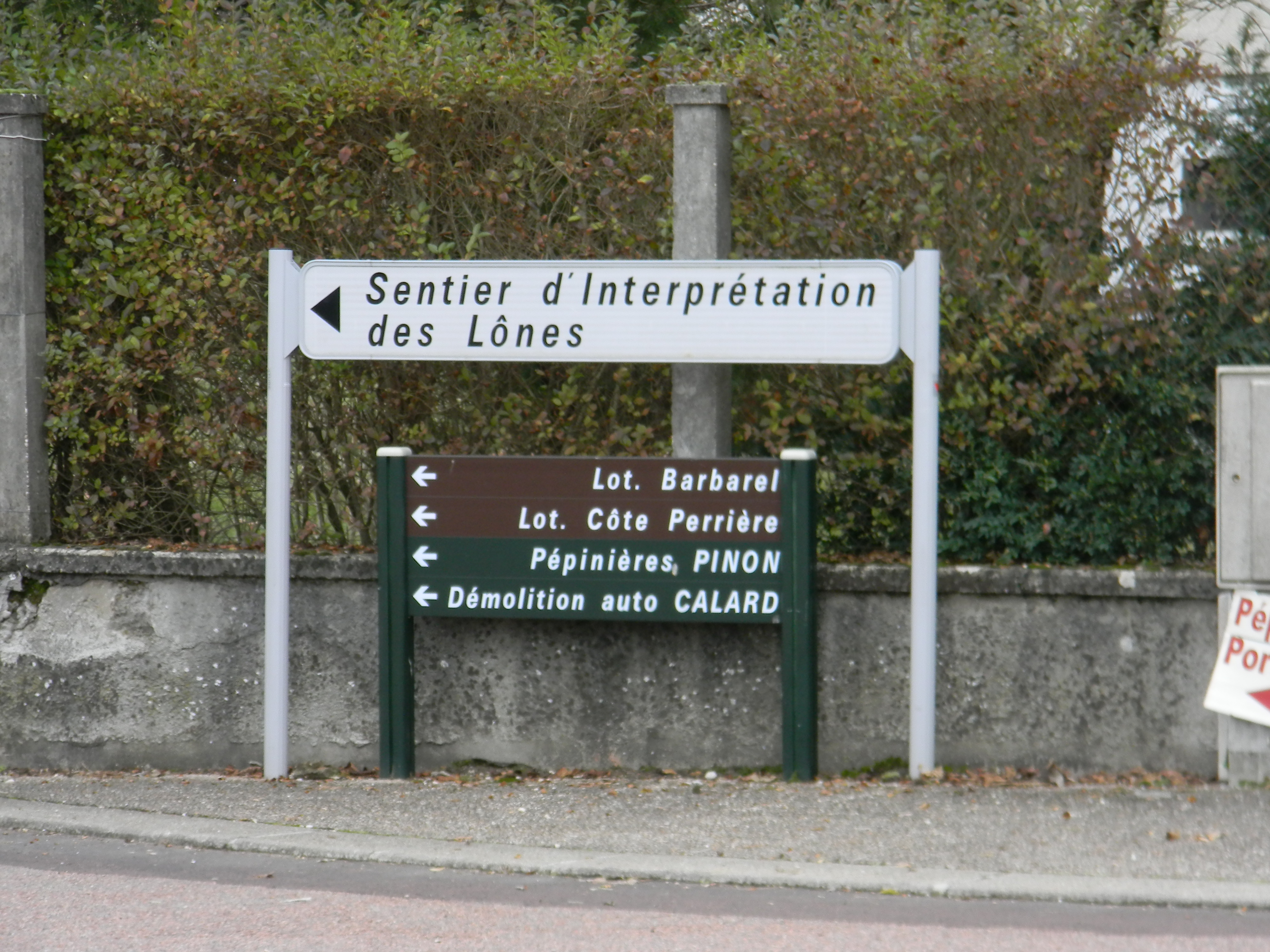
Panou indicând traseul de interpretare al lônelor din Balan.

Ronul traversează teritoriul comunei și constituie granița sa sudică, separând-o astfel de departamentul Isère. Este probabil ca poziția satului să se fi modificat în raport cu fluviul; într-adevăr, din 1306 au fost înregistrate șapte schimbări semnificative ale albiei Ronului în apropiere de Balan. Influența fluviului asupra vieții locale de-a lungul secolelor pare, de asemenea, evidentă: în Evul Mediu, Balan pare să fi găzduit portul fluvial al senioriei Montluel. Mai târziu, registre parohiale din 1716 atestă prezența numeroaselor ocupații legate de fluviu: cărăuși pe Ron, luntrași sau negustori cu activitate dedicată.
Pe de altă parte, aluviunile fluviale au format de-a lungul timpului patru lône (brațe moarte) situate între sat și fluviu „Mediile aluvionare și acvatice ale fluviului Ron, de la Jons la Anthon” constituie, de altfel, un sit Natura 2000.
De menționat, în final, cursul de apă lung de 6,6 kilometri numit Lône de la Chaume (unicul afluent al pârâului Cottey), care traversează teritoriul comunei.

### Climă
În 2010, clima comunei era de tip climat oceanic alterat, potrivit unui studiu realizat de Centrul Național Francez de Cercetări Științifice (CNRS), bazat pe o serie de date care acoperă perioada 1971–2000. În 2020, Météo-France a publicat o tipologie a climei din Franța metropolitană, în care comuna este situată într-o zonă de tranziție între climatul semi-continental și climatul montan și face parte din regiunea climatică Bourgogne – valea Saônei, caracterizată printr-un bun grad de însorire (1.900 h/an), veri calde (18,5 °C), aer uscat în primăvară și vară și vânturi slabe.
Pentru perioada 1971-2000, temperatura anuală medie este de 11,9 °C, cu o amplitudine termică anuală de 18 °C. Cumulul anual mediu de precipitații este de 936 mm, cu 10,2 zile de precipitații în ianuarie și 7 zile în iulie. Pentru perioada 1991-2020, temperatura medie anuală observată la stația meteorologică Météo-France cea mai apropiată, situată în comuna Colombier-Saugnieu la 14 km distanță, este de 12,8 °C, iar cumulul anual mediu de precipitații este de 862,5 mm.
Parametrii climatici ai comunei au fost estimați pentru mijlocul secolului (2041-2070) conform diferitelor scenarii de emisie de gaze cu efect de seră, bazate pe noile proiecții climatice de referință DRIAS-2020. Aceștia pot fi consultați pe un site dedicat publicat de Météo-France în noiembrie 2022.

### Căi de comunicație și transporturi

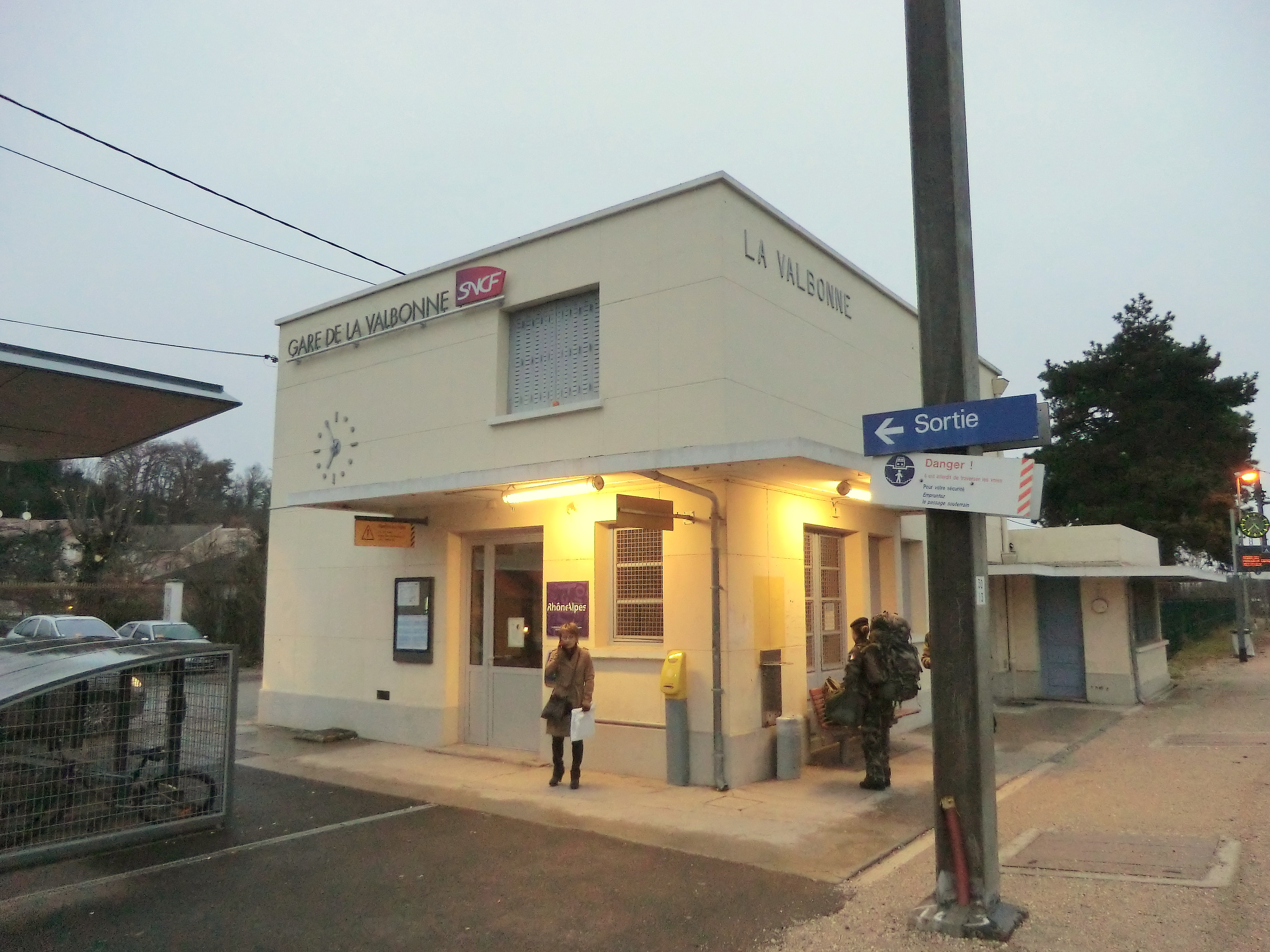
Gara La Valbonne (situată pe teritoriul localității Béligneux).

Comuna este traversată de mai multe căi de transport, în special de autostrada A42 (nodul rutier nr. 6 se află pe teritoriul comunei și deservește, de asemenea, comuna Montluel), precum și de drumul departamental RD 1084.
Linia feroviară Lyon-Perrache – Geneva (frontieră) traversează teritoriul comunei și are o oprire, gara La Valbonne, situată în cătunul La Valbonne, pe teritoriul localității Béligneux, la „granița” cu Balan. Construcția sa în 1872 a urmat unui prim proiect, niciodată realizat, de construire a unei halte feroviare în locul numit La Grande Dangereuse. Incendiul clădirii principale (din lemn) în 1955 a dus la construirea unei noi gări în 1957, care a fost dată în folosință în 1958.
Balan este direct vizată de proiectul de deviere feroviară a aglomerației lyonese (CFAL), alături de alte douăsprezece comune din zona Côtière. Traseul propus traversează teritoriul comunei.

## Urbanism

### Tipologie
La 1 ianuarie 2024, Balan este clasificată drept „bourg rural”, conform noii grile de densitate comunală la 7 nivele definită de INSEE (Institutul Național de Statistică și Studii Economice) în 2022. Face parte din unitatea urbană Béligneux, o aglomerare intra-departamentală, din care este o comună din suburbii. Mai mult, comuna face parte din zona metropolitană a orașului Lyon, fiind o comună a coroanei urbane. Această zonă, care include 397 de comune, este clasificată în zonele cu 700.000 de locuitori sau mai mult (excluzând Parisul).

### Utilizarea terenurilor
Ocupația terenurilor comunei, așa cum rezultă din baza de date europeană de ocupație biophysică a terenurilor Corine Land Cover (CLC), este marcată de importanța terenurilor agricole (43,2 % în 2018), totuși în scădere față de 1990 (45,2 %). Distribuția detaliată în 2018 este următoarea: terenuri arabile (41 %), medii cu vegetație arbustivă și/sau erbacee (17,4 %), păduri (14 %), zone industriale sau comerciale și rețele de comunicație (10,7 %), zone urbanizate (5,5 %), spații verzi artificializate, neagricole (3,7 %), zone agricole heterogene (2,3 %), ape continentale (2,2 %), zone umede interioare (1,9 %), mine, gropi de gunoi și șantiere (1,3 %). Evoluția ocupării terenurilor în comună și a infrastructurilor sale poate fi observată pe diferitele reprezentări cartografice ale teritoriului: harta Cassini (secolul XVIII), harta de stat-major (1820-1866) și hărțile sau fotografiile aeriene ale IGN pentru perioada actuală (1950 până în prezent).

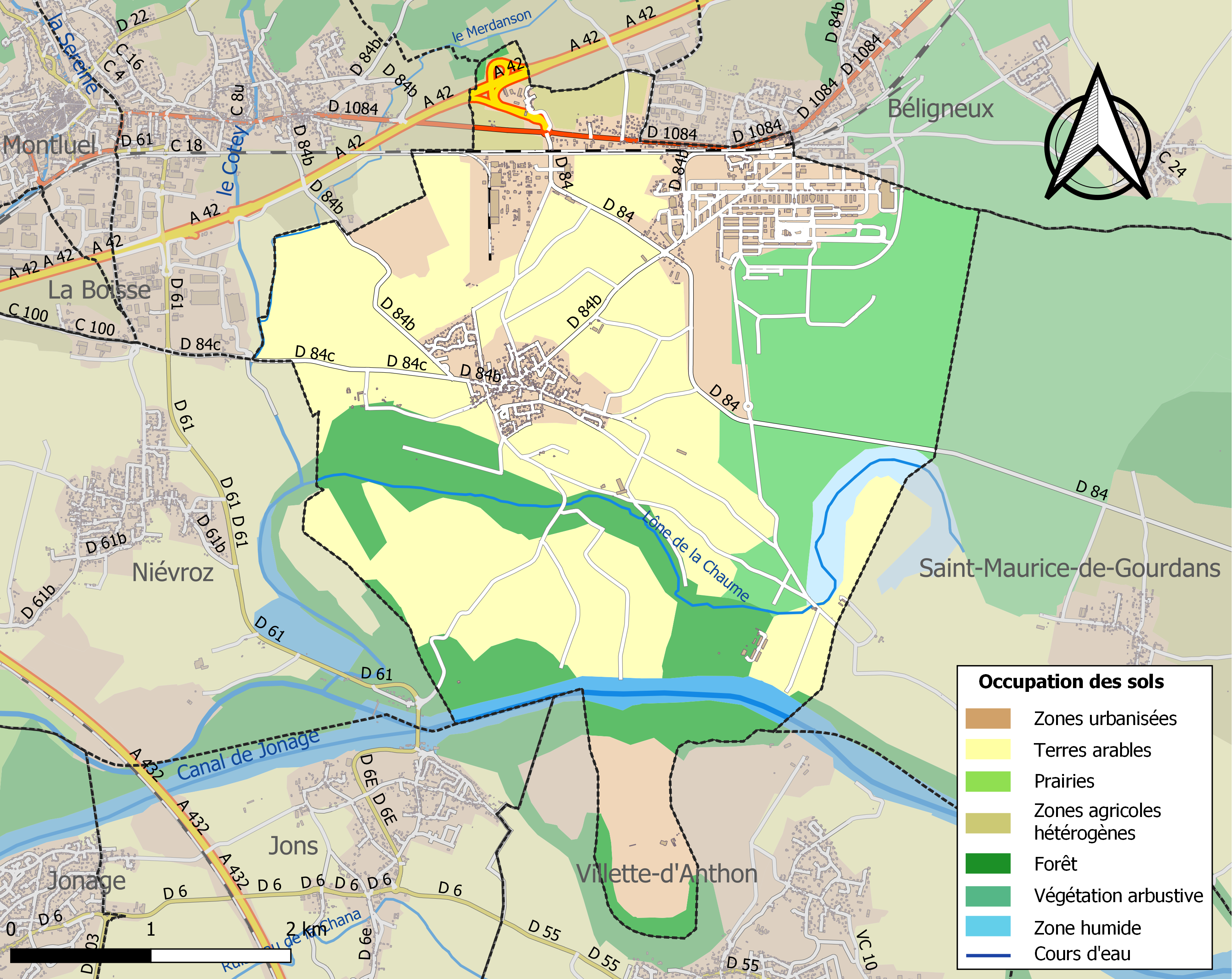
Harta infrastructurii și utilizării terenului a comunei în 2018 (CLC).

## Toponimie

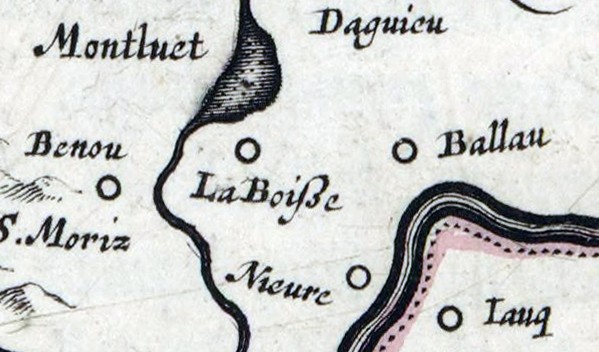
Extras dintr-o hartă a Bresse din secolul XVII, care menționează toponimul Ballan (pentru Balan).

Numele localității este atestat sub formele Balaon în 1255, Ballan în secolul XVII.
Balan ar proveni din *Balo-dunum, compus din elementele *bal „înalțime, colină” și dunum „fortăreață”.
Această explicație, preluată de Albert Dauzat, nu este exactă, deoarece elementul *bal este citat cu un asterisc, ceea ce înseamnă că nu este atestat în limba galică, și el precizează că, în final, primul element rămâne obscur. În schimb, sufixul -on din forma veche poate sugera, într-adevăr, o formare toponimică cu *dunum, cuvânt galic care înseamnă „fortăreață”, dar și „înălțime, colină”.
Pe de altă parte, Ernest Nègre identifică în primul element galicul balano- „gențiană”, de unde sensul general de „colină cu gențiană”. Această ipoteză este preluată de Xavier Delamarre, care leagă galicul banalo- de un mai vechi banatlo- prin metateză, cf. bretonul benal și balazn cu aceeași metateză.
În franceza veche, balain înseamnă „mănunchi de gențiană” (la fel și balan „gențiană” în anumite dialecte din Lyon), apropiat de cuvântul breton Balan care desemnează gențiana sau cîtisa, la originea cuvântului francez balai (mătură).

## Istorie

### Antichitate

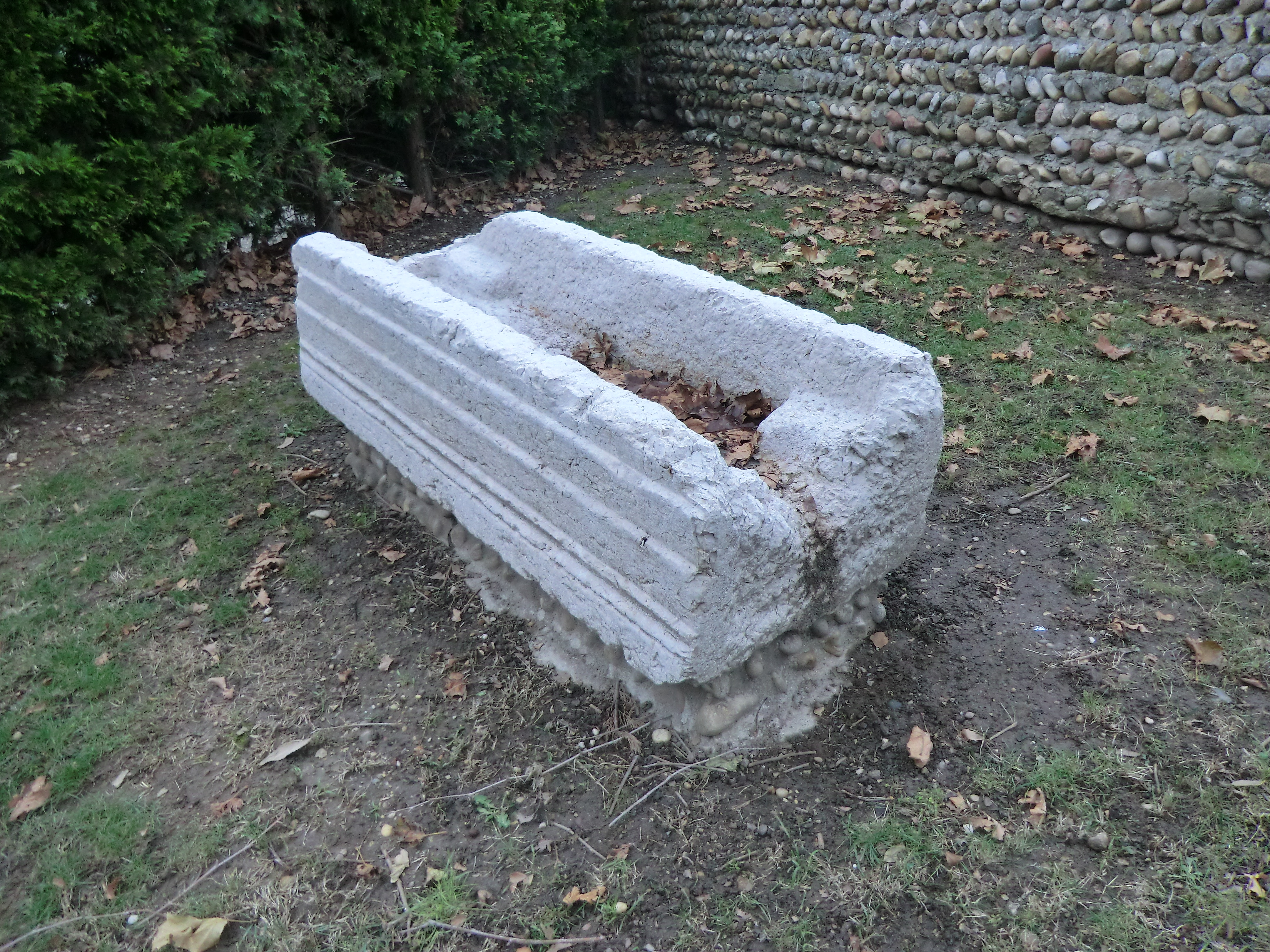
Sarcofagul gallo-roman, expus lângă biserică și monumentul eroilor.

Obiecte gallo-romane au fost descoperite la Balan, inclusiv țigle, vase de lut și monede. O necropolă cu aproximativ treizeci de morminte cu încadrare din piatră a fost descoperită într-o carieră de pietriș, iar morminte din secolele V și VI î.Hr. au fost, de asemenea, scoase la lumină în 1959.
Balan ar fi constituit, încă din perioada romană, portul fluvial al Montluel, ceea ce ar explica un număr considerabil de descoperiri. Urme ale unei construcții, probabil din perioada gallo-romană, au fost, de asemenea, descoperite la cătunul Plateron: este vorba despre fundațiile unei turnuri de veghe (cu o înălțime estimată de cinci metri) și ale fortificațiilor adiacente. Această descoperire este legată de ipoteza toponimică a lui Baladunum. De asemenea, merită menționată expunerea unui vechi sarcofag gallo-roman, lângă biserică și monumentul eroilor. Se presupune că acesta a fost săpat dintr-o arhitravă.

### Evul Mediu
O movilă fortificată ar fi fost identificată, fără alte precizări, în perimetrul fostei uzine chimice. Această descoperire trebuie pusă în legătură cu tipul de structură frecvent întâlnit în regiunea Dombes, precum movila fortificată din Villars sau cea din Saint-André-de-Corcy.
Balan s-a aflat sub dominația seniorilor din Montluel, probabil încă de la sfârșitul secolului al XI-lea, după ce a fost, asemenea întregii seniorii, sub influența senioriei de Valbonne.

### Epoca modernă
În secolul al XVII-lea, Casa de Condé, care a fost și la originea Hotelului Condé din Montluel, face renovarea „casei fortificate de Montherot”, care găzduiește astăzi o casă familială rurală.
În secolul al XVIII-lea, senioria Montluel, pentru a finanța lucrări legate de spitalul său, vinde domeniul din Balan și casa fortificată lui Pierre de Montherot[Note 4], care era și posesor al unor proprietăți în Béligneux. Stema acestei familii este utilizată ca blazon al orașului.

### Epoca contemporană

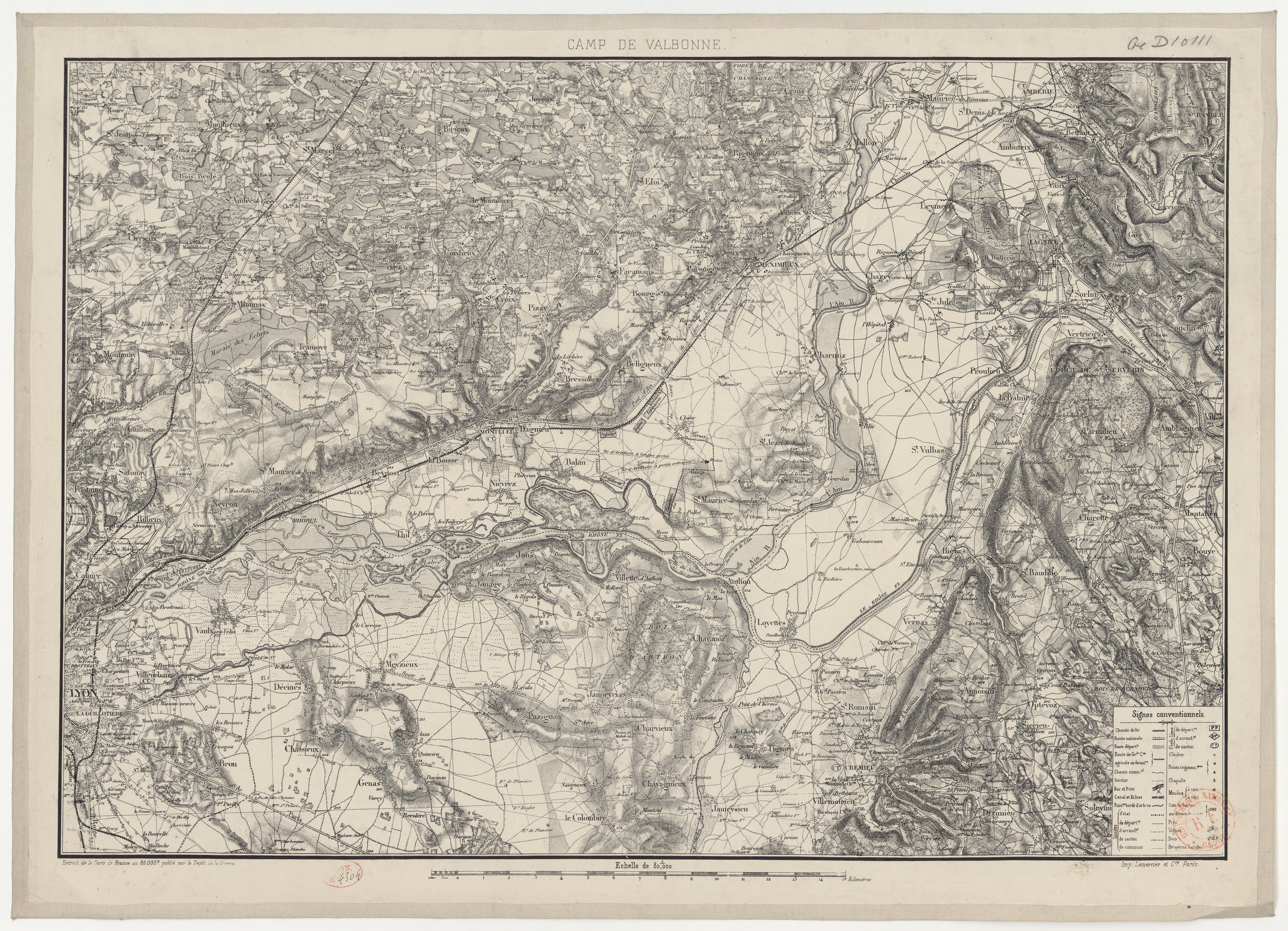
Harta taberei de La Valbonne, datând din 1873, cu un an după crearea sa.

În 1872, tabăra de La Valbonne se stabilește în regiune, pe mai multe comune, printre care și Balan. În 1877, familia Sauvage de Saint-Marc, care era proprietara casei fortificate de Montherot, obține autorizația de a exploata o balastieră. Acest tip de activitate este încă prezent în anii 2010 la Balan.
În 1965, Balan își vede viața economică revoluționată prin instalarea uzinei chimice.

#### Al Doilea Război Mondial
În 1944, în timpul bătăliei de la Meximieux, tabăra militară, aflată sub controlul forțelor de ocupație, este atacată de grupul Didier, un maquis situat între Mionnay și Tramoyes.
Satul este, de asemenea, implicat în represaliile Miliției franceze: pe 22 iulie 1944, în jurul orei 14:00, Ernest David, de religie evreiască și comerciant în Lyon, este executat sumar de milițieni (identificați ca atare de locuitorii din Balan). Unul dintre fiii lui Ernest David, Marcel David, evocă venirea sa la Balan, pe urmele tragice ale sfârșitului tatălui său, în lucrarea sa Croire ou espérer: pe lângă căutarea asasinilor tatălui său, el face exhumarea tatălui din cimitirul comunal pentru a-l reînhuma la cimitirul evreiesc de la La Mouche din Lyon.

## Populația și societatea

### Date demografice
Evoluția numărului de locuitori este cunoscută prin recensămintele populației efectuate în comuna respectivă începând din 1793. Pentru comunele cu mai puțin de 10 000 de locuitori, un recensământ al întregii populații este realizat la fiecare cinci ani, populațiile legale pentru anii intermediari fiind estimate prin interpolare sau extrapolare. Pentru comuna respectivă, primul recensământ exhaustiv în cadrul noului dispozitiv a fost realizat în 2004.
În 2022, comuna număra 2 878 locuitori, în creștere cu -0,77 % față de 2016 (Ain: +5,15 %, Franța fără Mayotte: +2,11 %).
| An        | 1793 | 1821 | 1841 | 1856 | 1876 | 1886 | 1901 | 1921 | 1936  | 1962 | 1982  | 2006  | 2014  | 2022  |
| --------- | ---- | ---- | ---- | ---- | ---- | ---- | ---- | ---- | ----- | ---- | ----- | ----- | ----- | ----- |
| Populație | 282  | 360  | 411  | 443  | 536  | 783  | 547  | 811  | 1 101 | 832  | 1 197 | 2 332 | 2 973 | 2 878 |